# ريس جنكينز
ريس جنكينز (بالإنجليزية: Rhys Jenkins)‏ هو لاعب اتحاد الرغبي بريطاني، ولد في 15 يونيو 1990 في كارليون في المملكة المتحدة.